# Pico da Gente
O Pico da Gente é uma elevação portuguesa localizada na freguesia açoriana do Norte Pequeno, concelho da Calheta, ilha de São Jorge, arquipélago dos Açores.
Este acidente geológico encontra-se geograficamente localizado próximo da Norte Pequeno e encontra-se intimamente relacionado com maciço montanhoso central da ilha de são Jorge do qual faz parte.
Esta formação encontra-se próxima ao Pico Gordo, ao Pico da Lagoa, ao Pico do Alandroal, todos na costa Norte da ilha.
Esta formação geológica localizada a 600 metros de altitude acima do nível do mar apresenta escorrimento pluvial para a costa marítima e deve na sua formação geológica a um escorrimento lávico e piroclástico antigo.